# ستيفن فوغل
ستيفن فوغل (بالإنجليزية: Steven Vogel)‏ هو أحيائي أمريكي، ولد في 7 أبريل 1940، وتوفي في 24 نوفمبر 2015.